# لاک‌پشت‌های بنددار
لاک‌پشت بنددار سرده‌ای است از لاک‌پشت‌ها که در تیره تستودینیده (Testudinidae) قرار دارد.آن‌ها بومی آفریقا هستند و در عامیانه لاک‌پشت مفصلی نامیده می‌شوند .برخی از گونه‌های آن گیاه‌خوار هستند و از برگ، علف، گل و میوه و برخی دیگر از کرم‌ها و حشرات تغذیه می‌کنند.

## گونه‌ها
- لاک‌پشت بنددار جنگلی (Kinixys erosa)
- Home's hinge-back tortoise (Kinixys homeana)
- Natal hinge-back tortoise (Kinixys natalensis)
- Bell's hinge-backed tortoise (Kinixys belliana)
- Lobatse hinge-back tortoise (Kinixys lobatsiana)
- Speke's hinge-back tortoise (Kinixys spekii)

## زیستگاه
این جانور در زیرصحرای آفریقا و ساوانا یافت شده‌است.